# Leopold Socha
Leopold Socha (ur. 28 sierpnia 1909 we Lwowie, zm. 12 maja 1946 w Gliwicach) – polski robotnik, pracownik lwowskich zakładów oczyszczania miasta. Sprawiedliwy wśród Narodów Świata.

## Życiorys
W maju 1943 roku w trakcie pracy w kanałach spotkał Icchaka Chigera, uciekiniera z getta lwowskiego. Od 30 maja tego roku do 27 lipca 1944, z pomocą innych kanalarzy, Stefana Wróblewskiego i Jerzego Kowalowa, ukrywał w kanałach Lwowa dziesięcioro Żydów. Początkowo brał za to pieniądze, później – gdy ukrywającym skończyły się oszczędności – utrzymywał ich za darmo.
Po zakończeniu wojny razem z żoną i córką oraz ocalonymi przez siebie Żydami wyjechał do Gliwic. Tam był współzałożycielem lokalu gastronomicznego „Bar lwowski”. Zginął tragicznie, potrącony przez sowiecką ciężarówkę wojskową, ratując życie swojej córce. Został pochowany na Cmentarzu Kozielskim.

## Upamiętnienie
Dzięki staraniom uratowanej przez niego Haliny Wind, 23 maja 1978 został pośmiertnie wraz z żoną uhonorowany przez Instytut Yad Washem tytułem Sprawiedliwy wśród Narodów Świata.
W filmie W ciemności (2011) w reżyserii Agnieszki Holland w rolę Leopolda Sochy wcielił się aktor Robert Więckiewicz.